# Поконо Маунтин Лејк Естејтс (Пенсилванија)
Поконо Маунтин Лејк Естејтс (енгл. Pocono Mountain Lake Estates) насељено је место без административног статуса у америчкој савезној држави Пенсилванија.

## Демографија
По попису из 2010. године број становника је 842.
| Група             | 2000.    | 2010.       |
| Белци             | 0 (0,0%) | 652 (77,4%) |
| Афроамериканци    | 0 (0,0%) | 47 (5,6%)   |
| Азијати           | 0 (0,0%) | 19 (2,3%)   |
| Хиспаноамериканци | 0 (0,0%) | 114 (13,5%) |
| Укупно            | 0        | 842         |